# Карнаушенко Михайло Павлович
Миха́йло Па́влович Карнау́шенко — бухгалтер, радянський військовослужбовець. Під час Другої світової війни командир батальйону 117-го гвардійського стрілецького полку 39-ї гвардійської стрілецької дивізії 8-ї гвардійськой армії 1-го Білоруського фронту СРСР. Герой Радянського Союзу.

## Біографія
Народився 12 грудня 1906 року в селі Локня, тепер Сумського району Сумської області. Батько Михайла був бідним селянином. Освіту Михайло мав неповну середню. У п'ятнадцять років почав наймитувати, потім працював столяром, а також був на комсомольській роботі. У 1931 році закінчив фінансові курси, у цьому ж році вступив до ВКП(б)/КПРС. Працював бухгалтером, пізніше був вибраний на посаду голови Краснянської сільради Скадовського району.
3 липня 1941 року брав участь у війні з Німеччиною. У 1942 закінчив курси командного складу. Воював на Південно-Західному, 3-му Українському й 1-му Білоруському фронтах армії СРСР.
У 1944 році, у боях біля Південного Бугу був поранений і відправлений у шпиталь. Потім виписався й знайшов свій батальйон 117-го гвардійського стрілецького полку, командиром якого був, уже на польській землі.
1 серпня 1944 року батальйон гвардії старшого лейтенанта М. П. Карнаушенко одержав наказ першим форсувати ріку Віслу. Незважаючи на нальоти німецької авіації та на сильний опір гітлерівців, комбатові вдалося переправити на німецький берег батальйон за короткий строк і з мінімальними втратами. Пройшовши водний рубіж, батальйон відразу ж вступив у бій з нацистами. Німецька армія була вибита на 7 км, радянські війська розширили й закріпили плацдарм для подальшого наступу. Указом від 24 березня 1945 року за мужність, проявлену у цьому бою, М. П. Карнаушенко був визнаний гідним звання Героя Радянського Союзу із врученням ордена Леніна й медалі «Золота Зірка» (№ 7235).
Працював у Херсонській області, в селищі Нововоронцовка. Був головою рибальського колгоспу «Завіти Ілліча» (з 1960 по 1969 р.р.), пізніше став головою виконкому сільської ради. Помер 21 лютого 1975 року, похований у селищі Нововоронцовка.

## Пам'ять нащадків
Дотепер місцеві жителі зберігають добру пам'ять про Михайла Павловича Карнаушенка, а одна з вулиць Нововоронцовки та смт Широке носить його ім'я.

## Нагороди
- Орден Леніна
- Орден Трудового Червоного Прапора
- Орден Олександра Невського
- Орден Червоної Зірки
- Медалі